# Shot in the Dark
Shot in the Dark ist ein Rocksong der australischen Band AC/DC und stammt aus dem Album Power Up. Er wurde vorab am 9. Oktober 2020 als Single veröffentlicht. Das offizielle Video dazu wurde am 26. Oktober 2020 auf YouTube veröffentlicht.

## Hintergrund
Das Lied wurde von Angus Young und Malcolm Young geschrieben und von Brendan O’Brien produziert. Die Aufnahmen fanden von Ende 2018 bis Anfang 2019 statt. Der Song wurde auch als Titelsong für die WWE Survivor Series 2020 verwendet.

## Musikvideo
Regisseur des am 26. Oktober 2020 veröffentlichten Musikvideos war David Mallet. Es zeigt die Band überwiegend auf einem schwarzen Set mit einem großen AC/DC-Logo und wurde auf YouTube über 22 Millionen Mal abgerufen (Stand: Januar 2021).

## Kommerzieller Erfolg

### Chartplatzierungen
Shot in the Dark erreichte in Deutschland Rang 79 der Singlecharts und platzierte sich zwei Wochen in den Top 100. Die Band erreichte hiermit zum 13. Mal die deutschen Singlecharts. In Österreich erreichte die Single bei einer Chartwoche Rang 67. Hier ist es der siebte Single-Charterfolg von AC/DC. In der Schweizer Hitparade erreichte Shot in the Dark in vier Chartwochen mit Rang 19 seine höchste Chartnotierung und wurde zum zehnten Charthit der Band.

### Auszeichnungen für Musikverkäufe
| Land/Region | Auszeichnungen für Musikverkäufe (Land/Region, Auszeichnung, Verkäufe) | Verkäufe |
| ----------- | ---------------------------------------------------------------------- | -------- |
| Kanada (MC) | Gold                                                                   | 40.000   |
| Insgesamt   | 1× Gold ·                                                              | 40.000   |

Hauptartikel: AC/DC/Auszeichnungen für Musikverkäufe